# Portal de Dados Abertos da UE
O Portal de Dados Abertos da UE é o ponto de acesso aos dados públicos publicados pelas instituições, agências e outros organismos da UE. As informações disponibilizadas no portal podem ser utilizadas e reutilizadas para fins comerciais e não comerciais. 
O portal é um instrumento essencial da estratégia da UE em matéria de dados abertos. Ao assegurar um acesso fácil e gratuito aos dados, o portal incentiva uma utilização inovadora e um melhor aproveitamento económico dos mesmos, reforçando, simultaneamente, a transparência e a responsabilização das instituições e outros organismos da UE. 

## Base jurídica e lançamento do portal
Lançado em dezembro de 2012, o portal foi formalmente criado pela Decisão da Comissão, de 12 de dezembro de 2011, relativa à reutilização de documentos da Comissão (2011/833/UE) para promover a acessibilidade e a reutilização de dados da UE. 
Com base nesta decisão, todas as instituições da UE são instadas a publicar informações, por exemplo, sob a forma de dados abertos, e a disponibilizá-las publicamente, na medida do possível. 
A gestão operacional do portal é da responsabilidade do Serviço das Publicações da União Europeia. Contudo, a execução da política de dados abertos é da responsabilidade da Direção-Geral das Redes de Comunicação, Conteúdos e Tecnologias da Comissão Europeia.

## Funcionalidades
Os utilizadores podem procurar, explorar, descarregar e reutilizar facilmente os dados disponibilizados no portal, bem como criar ligações para os mesmos, para fins comerciais ou não comerciais, graças a um catálogo de metadados comuns. A partir do portal, os utilizadores podem aceder aos dados publicados nos sítios Web das várias instituições, agências e outros organismos da UE. 

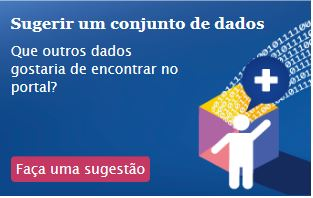
Os utilizadores podem sugerir dados que gostariam de ver incluídos no portal.

As tecnologias semânticas oferecem novas funcionalidades. O catálogo de metadados pode ser consultado através de um motor de pesquisa interativo (separador «Dados») e de consultas SPARQL (separador «Dados ligados»). 
Os utilizadores podem sugerir dados que consideram que faltam no portal e comentar a qualidade dos dados disponíveis.

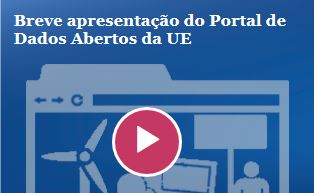
O Portal de Dados Abertos da UE em 60 segundos

A interface existe nas 24 línguas oficiais da UE, embora, atualmente, a maioria dos metadados só esteja disponível em inglês, francês e alemão. Alguns metadados (por exemplo, nomes dos fornecedores de dados e cobertura geográfica) estão disponíveis nas 24 línguas.

## Condições de utilização
A maioria dos dados acessíveis através do Portal de Dados Abertos da UE é abrangida pelo aviso legal do sítio Europa. De um modo geral, os dados podem ser utilizados gratuitamente para fins comerciais e não comerciais mediante indicação da fonte. Existe contudo um número reduzido de dados aos quais são aplicáveis condições específicas em matéria de reutilização, principalmente relacionadas com direitos de propriedade intelectual de terceiros. Pode consultar estas condições clicando na ligação relativa a cada conjunto de dados. 

## Dados disponíveis

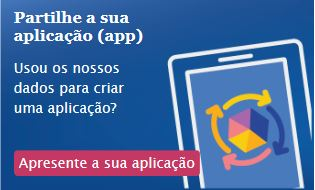
As aplicações criadas utilizando dados abertos da UE podem ser partilhadas no Portal de Dados Abertos da UE, aumentando assim a sua visibilidade.

O portal contém uma ampla variedade de dados abertos de grande interesse relacionados com vários domínios de atividade da UE, nomeadamente a economia, o emprego, as ciências, o ambiente e a educação. A importância destes dados foi recentemente confirmada pela Carta do G8 sobre os dados abertos. 
Até à data, cerca de 70 instituições, organismos e serviços da UE (entre os quais o Eurostat, a Agência Europeia do Ambiente, o Centro Comum de Investigação e várias direções-gerais da Comissão Europeia e agências da UE) disponibilizaram mais de 11 700 conjuntos de dados.
O portal contém igualmente uma galeria de aplicações e um catálogo de visualizações (lançado em março de 2018). 
A galeria de aplicações propõe aos utilizadores aplicações que utilizam dados da UE, criadas pelas instituições, agências ou outros organismos da UE ou por terceiros. Estas aplicações são apresentadas tanto a título informativo como exemplificativo, para mostrar o que pode ser feito com os dados. 

O catálogo de visualizações contém um conjunto de ferramentas de visualização, de visualizações para fins de formação e de visualizações reutilizáveis para todos os níveis de conhecimento, do básico ao avançado.

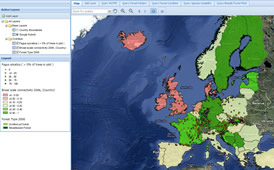
O atlas interativo (Map Viewer) do EFDAC é uma aplicação Web de cartografia personalizada que permite aos utilizadores visualizar, navegar e consultar mapas e conjuntos de dados geográficos derivados disponíveis em EFDAC e produzidos pelo Centro Comum de Investigação.

## Arquitetura do portal
O portal recorre a soluções de fonte aberta, como o sistema de gestão de conteúdos Drupal e o software de catálogo de dados CKAN, desenvolvido pela Open Knowledge Foundation, utiliza a ferramenta Virtuoso como base de dados RDF e tem um terminal SPARQL.
O catálogo de metadados do portal obedece a normas internacionais como o Dublin Core, os léxicos DCAT-AP (Data Catalogue Vocabulary) e o ADMS (Asset Description Metadata Schema).

## Links
- Quem fornece os dados do Portal de Dados Abertos da UE?
- Decisão da Comissão (2011/833/CE) de 12 de dezembro de 2011
- Equipa do Portal de Dados Abertos da UE
- Como funciona a pesquisa no catálogo do Portal de Dados Abertos da UE
- Aviso legal
- Carta do G8 sobre os dados abertos
- Galeria de aplicações que reutilizam dados da União Europeia
- Catálogo de visualizações UE-PDA